# لوكاس أرواخو
لوكاس أرواخو هو لاعب كرة قدم برازيلي في مركز الوسط، ولد في 21 مايو 1999 في فورتاليزا في البرازيل. لعب مع غريميو بورتو أليغرينزي.

## وصلات خارجية
- لوكاس أرواخو على موقع قاعدة بيانات كرة القدم.إي يو (الإنجليزية)
- لوكاس أرواخو على موقع Soccerway.com (الإنجليزية)